# Trois Chorals
Trois Chorals är de tre stort anlagda "koraler" som César Franck skrev samma år som han dog, dvs. 1890. Titeln Choral är dock lätt missvisande, eftersom de är symfoniskt upplagda kompositioner, med en hymn som ett återkommande motiv.